# Dricus du Plessis
Dricus du Plessis (Pretoria, 14 de enero de 1994) es un artista marcial mixto sudafricano que actualmente compite en la categoría de peso medio de Ultimate Fighting Championship (UFC), donde ha sido Campeón Mundial de Peso Medio de UFC con dos defensas exitosas. Desde el 19 de agosto de 2025, está en la posición #11 del ranking libra por libra de UFC.
Siendo un competidor profesional desde 2013, previamente compitió en Extreme Fighting Championship (EFC), donde fue Campeón de Peso Medio y Peso Wélter, también compitió en Konfrontacja Sztuk Walki (KSW), donde fue Campeón de Peso Wélter de KSW. Du Plessis es también uno de los pocos peleadores en ganar un campeonato de MMA en importantes promociones de tres distintos continentes (EFC en África, KSW en Europa y UFC en América).

## Primeros años
Dricus es afrikáner (etnia europea asentada en el sur de África) y nació en Hatfield, Pretoria. Comenzó a entrenar judo a la edad de cinco años, seguido de lucha libre a los doce y luego kickboxing a los catorce. En 2012, a los 17 años, Du Plessis se convirtió en el primer medallista de Sudáfrica en el Campeonato Mundial WAKO al ganar el oro en kickboxing estilo K-1, pero daría la transición a las artes marciales mixtas (MMA) después de darse cuenta de que no ganaría tanto dinero como kickboxer. Además de las artes marciales, Du Plessis también jugó rugby durante sus años escolares y desde entonces ha sido un firme partidario de los Springboks, el equipo nacional de rugby de Sudáfrica. Asistió a la Universidad de Pretoria, donde estudió economía agrícola, pero abandonó la carrera durante el último año para seguir una carrera en el MMA.

## Carrera de artes marciales mixtas

### KSW
En 2018, Du Plessis enfrentó al Campeón de Peso Wélter de KSW Roberto Soldić en KSW 43 el 14 de abril . Du Plessis derrotó a Soldic por TKO en el tercer asalto. Ambos tendría una revancha en KSW 45. Du Plessis perdió la pelea y el título por KO en el tercer asalto.
Du Plessis enfrentó a Joilton Santos en KSW 50. Ganó la pelea por TKO en el segundo asalto.

### Regreso a EFC
En su retorno a la EFC, Du Plessis enfrentó a Brendan Lesar en el evento EFC Africa 80. Du Plessis ganó la pelea por sumisión en el primer asalto.

### Ultimate Fighting Championship

#### 2020
Du Plessis hizo su debut en la promoción contra Markus Pérez el 11 de octubre de 2020, en UFC Fight Night 179. Ganó la pelea por KO en el primer asalto.

#### 2021
Du Plessis estaba programado para enfrentar a Trevin Giles el 20 de marzo de 2021, en UFC on ESPN 21. Sin embargo, du Plessis se retiró de la pelea por problemas de visa y fue reemplazado por Roman Dolidze. La pelea con Giles fue reprogramado para el 10 de julio de 2021, en UFC 264. Du Plessis ganó la pelea por KO en el segundo asalto. Esta victoria lo hizo merecedor de su primer premio de Actuación de la Noche.

#### 2022
Du Plessis estaba programado para enfrentar a Chris Curtis el 9 de abril de 2022, en UFC 273. Sin embargo, Curtis se retiró de la pelea por una lesión de muñeca y fue reemplazado por Anthony Hernández. Sin embargo, Du Plessis luego reemplazaría a Nassourdine Imavov que se había retirado de una pelea contra Kevin Gastelum. Sin embargo, Gastelum se retiró de la pelea una semana antes de la pelea por una lesión no revelada y la pelea fue cancelada.
Du Plessis enfrentó a Brad Tavares el 2 de julio de 2022, en UFC 276. Ganó la pelea por decisión unánime.
Du Plessis enfrentó a Darren Till el 10 de diciembre de 2022, en UFC 282. Ganó la pelea por sumisión en el tercer asalto. Esta victoria lo hizo merecedor del premio de Pelea de la Noche.

#### 2023
Du Plessis enfrentó a Derek Brunson el 4 de marzo de 2023, en UFC 285. Ganó la pelea por TKO por paro de la esquina en el segundo asalto.
Du Plessis enfrentó al ex-Campeón de Peso Mediano de UFC Robert Whittaker en una eliminatoria titular el 8 de julio de 2023, en UFC 290. Ganó la pelea por TKO en el segundo asalto. Esta victoria lo hizo merecedor de su segundo premio de Actuación de la Noche.

#### 2024: Campeonato Mundial de Peso Mediano de UFC
Du Plessis enfrentó a Sean Strickland por el Campeonato Mundial de Peso Mediano de UFC el 20 de enero de 2024, en UFC 297. Ganó la pelea y el título por decisión dividida. Esta pelea lo hizo merecedor de su segundo premio de Pelea de la Noche.
Du Plessis hizo la primera defensa de título contra el ex-campeón Israel Adesanya el 18 de agosto de 2024 en UFC 305. Ganó la pelea por sumisión en el cuarto asalto, marcando la primera derrota por sumisión de Adesanya.
Du Plessis hizo la segunda defensa titular en una revancha contra el ex-campeón Sean Strickland el 8 de febrero de 2025, en UFC 312. Ganó la pelea por una dominante decisión unánime.

## Carrera de submission grappling
Du Plessis ha representado a su equipo, CIT MMA, en un evento Submission Kings Quintet, donde presentó a los cinco miembros del equipo Gracie Barra para ganar la ronda.

## Campeonatos y logros

### Artes marciales mixtas
- Ultimate Fighting Championship
  - Campeonato de Peso Medio de UFC (una vez)
    - Dos defensas titulares exitosas
    - Primer peleador sudafricano en ganar un Campeonato de UFC
    - Empatado (con Rich Franklin) por la tercera mayor cantidad de victorias titulares en la historia de la división de peso mediano de UFC (3)[35]

  - Actuación de la Noche (Dos veces) vs. Trevin Giles y Robert Whittaker[14][28]
  - Pelea de la Noche (Dos veces) vs. Darren Till y Sean Strickland [23][30]
  - Tercera mayor cantidad de golpes significativos conectados por minuto en la historia de la división de peso mediano de UFC (6.12)[36]
  - Empatado (con Chris Weidman) por la tercera racha de victorias más larga en la historia de la división de peso mediano de UFC (9)[36]
- Extreme Fighting Championship
  - Campeonato de Peso Mediano de EFC (Una vez)
    - Una defensa titular exitosa

  - Campeonato de Peso Wélter de EFC (Una vez)
- Konfrontacja Sztuk Walki
  - Campeonato de Peso Wélter de KSW (Una vez)
  - Pelea de la Noche (Una vez) vs. Roberto Soldić
  - Actuación de la Noche (Una vez) vs. Roberto Soldić

### Kickboxing
- World Association of Kickboxing Organizations
  - Campeones Mundiales Júveniles de W.A.K.O. de 2012 -86kg  (reglas de K-1)[37]

## Récord en artes marciales mixtas
| Récord profesional | Récord profesional | Récord profesional |
| 26 peleas          | 23 victorias       | 3 derrotas         |
| ------------------ | ------------------ | ------------------ |
| Nocaut             | 9                  | 1                  |
| Sumisión           | 11                 | 1                  |
| Decisión           | 3                  | 1                  |
|                    |                    |                    |

| Resultado | Récord | Oponente                   | Método                              | Evento                                | Fecha                    | Ronda | Tiempo | Localización      | Notas                                                            |
| --------- | ------ | -------------------------- | ----------------------------------- | ------------------------------------- | ------------------------ | ----- | ------ | ----------------- | ---------------------------------------------------------------- |
| Derrota   | 23–3   | Khamzat Chimaev            | Decisión (unánime)                  | UFC 319                               | 16 de agosto de 2025     | 5     | 5:00   | Chicago, Illinois | Perdió el Campeonato de Peso Medio de UFC.                       |
| Victoria  | 23–2   | Sean Strickland            | Decisión (unánime)                  | UFC 312                               | 8 de febrero de 2025     | 5     | 5:00   | Sídney            | Defendió el Campeonato de Peso Medio de UFC.                     |
| Victoria  | 22–2   | Israel Adesanya            | Sumisión (neck crank)               | UFC 305                               | 18 de agosto de 2024     | 4     | 3:38   | Perth             | Defendió el Campeonato de Peso Medio de UFC.                     |
| Victoria  | 21–2   | Sean Strickland            | Decisión (dividida)                 | UFC 297                               | 20 de enero de 2024      | 5     | 5:00   | Toronto           | Ganó el Campeonato de Peso Medio de UFC. Pelea de la noche.      |
| Victoria  | 20–2   | Robert Whittaker           | TKO (golpes)                        | UFC 290                               | 8 de julio de 2023       | 2     | 2:23   | Las Vegas, Nevada | Actuación de la Noche.                                           |
| Victoria  | 19–2   | Derek Brunson              | TKO (paro de la esquina)            | UFC 285                               | 4 de marzo de 2023       | 2     | 4:59   | Las Vegas, Nevada |                                                                  |
| Victoria  | 18–2   | Darren Till                | Sumisión (neck crank)               | UFC 282                               | 10 de diciembre de 2022  | 3     | 2:43   | Las Vegas, Nevada | Pelea de la Noche.                                               |
| Victoria  | 17–2   | Brad Tavares               | Decisión (unánime)                  | UFC 276                               | 2 de julio de 2022       | 3     | 5:00   | Las Vegas, Nevada |                                                                  |
| Victoria  | 16–2   | Trevin Giles               | KO (golpes)                         | UFC 264                               | 10 de julio de 2021      | 2     | 1:41   | Las Vegas, Nevada | Actuación de la Noche.                                           |
| Victoria  | 15–2   | Markus Pérez               | KO (golpes)                         | UFC Fight Night: Moraes vs. Sandhagen | 11 de octubre de 2020    | 1     | 3:22   | Abu Dabi          |                                                                  |
| Victoria  | 14–2   | Brendan Lesar              | Sumisión (guillotine choke)         | EFC Africa 83                         | 14 de diciembre de 2019  | 1     | 4:15   | Gauteng           | Defendió y unifició el Campeonato de Peso Medio de EFC.          |
| Victoria  | 13–2   | Joilton Santos             | TKO (golpes)                        | KSW 50                                | 14 de septiembre de 2019 | 2     | 3:04   | Londres           | Regreso a Peso Medio.                                            |
| Derrota   | 12–2   | Roberto Soldić             | KO (golpes)                         | KSW 45                                | 6 de octubre de 2018     | 3     | 2:33   | Londres           | Perdió el Campeonato de Peso Wélter de KSW. Pelea de la Noche.   |
| Victoria  | 12–1   | Roberto Soldić             | TKO (golpes)                        | KSW 43                                | 14 de abril de 2018      | 2     | 1:37   | Breslavia         | Ganó el Campeonato de Peso Wélter de KSW. Actuación de la Noche. |
| Victoria  | 11–1   | Yannick Bahati             | Sumisión (guillotine choke)         | EFC Africa 62                         | 19 de agosto de 2017     | 1     | 1:30   | Gauteng           | Ganó el Campeonato de Peso Medio de KSW.                         |
| Victoria  | 10–1   | José Maurício da Rocha Jr. | TKO (golpes)                        | EFC Africa 59                         | 13 de mayo de 2017       | 1     | 3:58   | Gauteng           |                                                                  |
| Victoria  | 9–1    | Rafał Haratyk              | Sumisión (guillotine choke)         | EFC Africa 56                         | 9 de diciembre de 2016   | 2     | 3:34   | Gauteng           | Pelea en Peso Medio.                                             |
| Victoria  | 8–1    | Martin van Staden          | Sumisión (guillotine choke)         | EFC Africa 50                         | 17 de junio de 2016      | 3     | 3:59   | Gauteng           | Ganó el Campeonato Vacante de Peso Wélter de EFC.                |
| Victoria  | 7–1    | Bruno Mukulu               | Sumisión (rear-naked choke)         | EFC Africa 46                         | 12 de diciembre de 2015  | 2     | 2:50   | Gauteng           | Pelea en peso pactado (176 lbs).                                 |
| Victoria  | 6–1    | Dino Bagattin              | Sumisión (rear-naked choke)         | EFC Africa 40                         | 6 de junio de 2015       | 2     | 3:33   | Gauteng           | Debut en Peso Wélter.                                            |
| Victoria  | 5–1    | Darren Daniel              | Sumisión (rear-naked choke)         | EFC Africa 37                         | 21 de febrero de 2015    | 1     | 4:50   | Gauteng           |                                                                  |
| Derrota   | 4–1    | Garreth McLellan           | Sumisión técnica (guillotine choke) | EFC Africa 33                         | 30 de agosto de 2014     | 3     | 2:12   | Gauteng           | Por el Campeonato de Peso Medio de EFC.                          |
| Victoria  | 4–0    | Donavin Hawkey             | TKO (golpes)                        | EFC Africa 27                         | 27 de febrero de 2014    | 1     | 4:50   | Gauteng           |                                                                  |
| Victoria  | 3–0    | JC Lambrecht               | Sumisión (rear-naked choke)         | EFC Africa 24                         | 10 de octubre de 2013    | 3     | 1:54   | Gauteng           |                                                                  |
| Victoria  | 2–0    | Bruno Mukulu               | Sumisión (rear-naked choke)         | EFC Africa 23                         | 12 de septiembre de 2013 | 1     | 2:34   | Gauteng           |                                                                  |
| Victoria  | 1–0    | Tshikangu Makuebo          | TKO (lesión de rodilla)             | EFC Africa 21                         | 25 de julio de 2013      | 1     | 1:18   | Gauteng           | Debut en Peso Medio.                                             |